# محمد عمر عرتي
محمد عمر عرتي (بالصومالية: Maxamed Cumar Carte)‏ سياسي صومالي شغل منصب نائب رئيس وزراء الصومال.

## الحياة الشخصية
محمد هو نجل رئيس الوزراء الصومالي الأسبق عمر عرتي غالب.

## نائب رئيس وزراء الصومال

### التعيين
في 12 يناير 2015 عُين محمد عمر عرتي نائبًا لرئيس مجلس الوزراء عمر عبد الرشيد علي شرماركي، في 17 يناير 2015 حل رئيس الوزراء شارماركي حكومته بسبب رفض أعضاء مجلس النواب المصادقة عليها اعتراضا على إعادة تعيين بعض الوزراء السابقين.  في 27 يناير 2015 شكّل شارماركي حكومة جديدة مكونة من 20 ضمت محمد عمر عرتي نائبًا لرئيس الوزراء.  ووزيرا للعمل والشباب والرياضة،  في 6 فبراير ، صادق مجلس النواب على الحكومة المكونة من 26 وزيرا و 14 وزيرا للدولة و 26 نائب وزير من ضمنهم محمد عمر عرتي نائبا لرئيس الوزراء.  وخلفه في المنصب مهدي جوليد. 

### قانون مكافحة الإرهاب
في مايو 2015 ترأس نائب رئيس وزراء الصومال عرتي اجتماعًا لمجلس الوزراء الفيدرالي في أول ظهور له بعد إصابته بجروح طفيفة خلال هجوم لحركة الشباب على فندق سنترال في مقديشو في فبراير، وأصدر مجلس الوزراء في الجلسة قانون مكافحة الإرهاب، بعد موافقة الوزراء على مشروع القانون في وقت سابق، إلا أن القانون أُلغي بعد ذلك من قبل أعضاء مجلس النواب الذين طالبوا بتعديلات على القانون، ويعتبر مشروع القانون جزءا من استراتيجية الحكومة الأوسع لمكافحة حركة الشباب والمليشيات المتمردة، ويهدف إلى تعزيز الأمن القومي من خلال مكافحة التطرف بشكل أكثر فعالية.  